# Desfile de la Victoria de Moscú de 1945
El Desfile de la Victoria de Moscú de 1945 fue un desfile militar celebrado por las fuerzas armadas de la Unión Soviética el día 24 de junio de 1945 para conmemorar la victoria sobre la Alemania nazi en la Segunda Guerra Mundial. Tuvo lugar en la Plaza Roja de Moscú, 46 días después de la capitulación final alemana.

## Ceremonia
El plan de Stalin para un desfile triunfal de las tropas soviéticas implicaba mostrar al público de Moscú (y también a la prensa extranjera) una cuidadosa y detallada exhibición del poderío militar de la Unión Soviética. No obstante, el mal clima de las últimas semanas de junio impidió que Stalin pudiera incluir en el desfile una exhibición de la fuerza aérea soviética, por lo cual solo participaron tropas del Ejército Rojo y algunas unidades de la Armada Roja (la cual había luchado en el Mar Negro y en el Mar Báltico).
En su condición de comandante militar soviético más prominente en la Gran Guerra Patria, Gueorgui Zhúkov, comandó el desfile sobre un simbólico caballo blanco, mientras que el mariscal Konstantín Rokossovski, quien había sido el segundo general soviético más distinguido (además de haber sido protagonista en la Batalla de Berlín) iba tras Zhúkov en un alazán negro. Por su parte, Stalin observó el desfile desde el Mausoleo de Lenin junto a otros altos jerarcas del régimen como Viacheslav Mólotov.
La única fuerza extranjera invitada al desfile fue una delegación de tropas del Primer Ejército Polaco que se había sido formado por soldados polacos retenidos en la Unión Soviética y colocado bajo el mando soviético. Esta fuerza fue luego el germen del Armia Ludowa dirigido por comunistas de nacionalidad polaca y del cual derivarían las fuerzas armadas de la República Popular de Polonia.
Un momento notable del desfile ocurrió cuando en la última etapa marcharon soldados soviéticos llevando numerosos estandartes alemanes capturados a la Wehrmacht y a las Waffen SS, y apuntando con ellos al suelo hasta avanzar frente al Mausoleo de Lenin, tirándolos a los pies de este. Precisamente uno de estos estandartes así mostrados fue el de la 1.ª División Leibstandarte SS Adolf Hitler, la más antigua unidad de las Waffen SS y cuyo estandarte de guerra fue capturado por los soviéticos en Berlín.